# Rollo Weeks
Rollo Percival Loring Weeks  (Chichester, 20 de março de 1987) é um ator britânico.

## Filmografia
| Filmes | Filmes                      | Filmes                      | Filmes                   |
| Ano    | Título Original             | Título (Brasil)             | Papel                    |
| ------ | --------------------------- | --------------------------- | ------------------------ |
| 1995   | Braveheart                  | Coração Valente             | Garoto na multidão       |
| 2000   | The Little Vampire          | O pequeno Vampiro           | Rudolph Sackville-Bagg   |
| 2001   | Attila                      | Attila                      | Attila (jovem - para TV) |
| 2003   | The Lost Prince             | O Príncipe Perdido          | Príncipe George          |
| 2003   | Girl with a Pearl Earring   | Moça Com Brinco de Pérola   | Frans                    |
| 2004   | George and the Dragon       | O Cavaleiro e o Dragão      | Wryn                     |
| 2004   | The Queen of Sheba's Pearls | The Queen of Sheba's Pearls | Jack Bradley             |
| 2006   | The Thief Lord              | O Senhor dos Ladrões        | Scipio                   |
| 2009   | Chéri                       | Chéri                       | Guido                    |
| 2010   | Booked Out                  | Booked Out                  | Jacob                    |
| Séries |                             |                             |                          |
| Ano    | Título                      | Papel                       | Notas                    |
| 1993   | Goggle Eyes                 | Joseph                      | Episódio desconhecido    |
| 1998   | Berkeley Square             | Lord Louis Wilton           | 1 episódio               |

## Prêmios e Indicações
| Prêmios | Prêmios   | Prêmios             | Prêmios                 | Prêmios           |
| Ano     | Resultado | Premiação           | Categoria               | Título            |
| ------- | --------- | ------------------- | ----------------------- | ----------------- |
| 2001    | Indicado  | Young Artist Awards | Melhor Ator Coadjuvante | O pequeno Vampiro |